# Holly Michaels
Holly Michaels (Phoenix, Arizona; 16 de agosto de 1990) es una actriz pornográfica estadounidense. Comenzó su carrera como modelo adolescente y en el 2010 entró en la industria pornográfica.

## Biografía
Nativa de Doyle, Arizona. Alcanzó gran éxito en sus videos por ser una actriz con busto natural D. Tiene contratos con las industrias pornográficas famosas como Brazzers, Naughty America y Reality Kings. Ha realizado más de 400 películas y escenas.